# Gary Gaetti
Gary Joseph Gaetti (Centralia, Illinois, 19 de agosto de 1958), más conocido como Gary Gaetti, es un exjugador profesional estadounidense de béisbol que se desempeñó en la posición de tercera base en las Grandes Ligas de Béisbol (MLB). Logró obtener cuatro Guantes de Oro.

## Carrera
Gaetti jugó como profesional diez temporadas en Minnesota Twins (1981-1990), después pasó por varios equipos, California Angels (1991-1993), Kansas City Royals (1993-1995), St. Louis Cardinals (1996-1998), Chicago Cubs (1998-1999), y finalmente, a Boston Red Sox, donde jugó una temporada (2000), y fue el equipo en el que se retiró.

## Premios
Fue galardonado con el Guante de Oro en cuatro oportunidades (1986, 1987, 1988 y 1989).